# 中华人民共和国人民警察警旗
中国人民警察警旗是中华人民共和国人民警察的标志与象征，中国人民警察警旗旗面由红蓝两色组成，红色为主色调，警徽居旗帜左上角。其中警徽图案由中华人民共和国国徽、盾牌、长城、松枝以及飘带构成。警旗是人民警察队伍的重要标志，是人民警察荣誉、责任和使命的象征。

## 背景
2003年第十届全国人大一次会议上，即有胡毅峰、徐睿霞等30余名人大代表提出议案，建议全国人大立法确定“警旗”。
2017年底，中国公安部成立专班，着手警旗创作工作，邀请了多家设计方进行设计。到2019年1月底，共征集和创作了500多个方案。通过多轮比较和征求意见，经中共中央审议批准，确定了警旗方案。
2020年8月26日，警旗授旗仪式在人民大会堂举行，由中共中央总书记、国家主席、中央军委主席习近平向中国人民警察队伍授旗并致训词。习近平分别向公安部部长、总警监赵克志，国家安全部部长、总警监陈文清授旗。授旗仪式上，王沪宁宣读《中共中央关于授予中国人民警察队伍“中国人民警察警旗”的决定》。

## 式样与规格
中国人民警察警旗旗面由红蓝两色组成，红色为主色调，长方形，警徽居旗帜左上角。中国人民警察警旗由中央美术学院艺术设计研究院院长刘波教授及其团队设计。
警旗通用规格共分为四种：（一）长240厘米、宽160厘米；（二）长192厘米、宽128厘米；（三）长144厘米、宽96厘米；（四）长96厘米、宽64厘米。
警旗将主要用于人民警察队伍重要活动仪式、重大节日庆典及国际警务交流等场合。执行警务司礼任务时，使用通用规格第二项的警旗。其他警务活动，根据实际情况从通用规格中酌情选用。

## 寓意与意义
红色体现中国共产党对人民警察队伍的绝对领导、全面领导，彰显人民警察队伍绝对忠诚、绝对纯洁、绝对可靠的政治本色；蓝色凸显人民警察的职业特征，代表人民警察对平安的守护。
警旗是人民警察队伍的重要标志，是人民警察荣誉、责任和使命的象征。确定中国人民警察警旗，对于深入推进人民警察队伍革命化正规化专业化职业化建设、激励人民警察忠实履行中国共产党和人民赋予的新时代使命任务具有重要意义。

## 相关法规
- 《中华人民共和国人民警察法》，2012年10月26日修订
- 《中共中央关于授予中国人民警察队伍“中国人民警察警旗”的决定》，2020年8月26日公布
- 《人民警察警旗管理规定（试行）》，2020年10月13日公布